# Governatorato di Ismailia
Il governatorato di Ismailia (arabo: محافظة الإسماعيل , Muhāfaẓat al-Ismāʿīliyya) è un governatorato dell'Egitto. Prende il nome dal suo capoluogo, Ismailia. Si trova a nord-est della capitale Il Cairo.
Il governatorato è posto lungo la parte nord del Canale di Suez, su entrambe le sponde del canale, anche se maggiormente si sviluppa sulla riva occidentale; a nord si affaccia sul Mediterraneo e a sud arriva a comprendere i Laghi Amari.
Oltre al capoluogo, nel governatorato vi sono altre importanti città, fra cui Fâyid, al-Kibrit e al-Qantara.